# Ennya fasciata
Ennya fasciata är en insektsart som beskrevs av Jules Ferdinand Fallou. Ennya fasciata ingår i släktet Ennya och familjen hornstritar. Inga underarter finns listade i Catalogue of Life.